# Minoa, New York
Minoa, New York (енгл. Minoa) град је у америчкој савезној држави Њујорк.

## Демографија
По попису из 2010. године број становника је 3.449, што је 101 (3,0%) становника више него 2000. године.
| Група             | 2000.         | 2010.         |
| Белци             | 3.221 (96,2%) | 3.273 (94,9%) |
| Афроамериканци    | 17 (0,5%)     | 25 (0,7%)     |
| Азијати           | 48 (1,4%)     | 68 (2,0%)     |
| Хиспаноамериканци | 19 (0,6%)     | 29 (0,8%)     |
| Укупно            | 3.348         | 3.449         |